# Walt Wesley
Walter "Walt" Wesley (Fort Myers, Florida; 25 de enero de 1945 - Tampa, Florida; 28 de marzo de 2024) fue un jugador de baloncesto estadounidense que disputó diez temporadas en la NBA. Con 2,11 metros de estatura, jugaba en la posición de pívot.

## Trayectoria deportiva

### Universidad
Jugó durante cuatro temporadas con los Jayhawks de la Universidad de Kansas, en las que promedió 19,3 puntos y 8,3 rebotes por partido. Es el segundo jugador más famoso de la universidad en portar el número 13 en la camiseta, tras Wilt Chamberlain, estando retirado dicho número en honor de ambos. En 1966 fue incluido en el tercer equipo All-American.

### Profesional
Fue elegido en la sexta posición del Draft de la NBA de 1966 por Cincinnati Royals, donde jugó tres temporadas a la sombra de hombres como Jerry Lucas o Connie Dierking. Su mejor temporada fue la 1968-69, en la que promedió 7,6 puntos y 4,9 rebotes por partido. Al año siguiente fue traspasado a Chicago Bulls a cambio de Norm Van Lier y Dave Newmark, donde a pesar de mejorar sus estadísticas hasta los 9,5 puntos y 6,3 rebotes, no fue protegido en el draft de expansión del año siguiente, siendo adquirido por Cleveland Cavaliers.
En los Cavs jugó sus dos mejores temporadas como profesional, sobre todo la primera, en la que fue el máximo anotador y reboteador de su equipo, con 17,7 puntos y 8,7 rebotes por noche. Aquí comenzó el declive de su carrera. Mediada la temporada 1972-73 fue traspasado a Phoenix Suns, los cuales lo traspasaron de nuevo una vez finalizada la misma a Capital Bullets a cambio de dos futuras rondas del draft. Con el equipo de la capital solo disputó 39 partidos, con unos promedios muy bajos: 4,3 puntos y 3,5 rebotes. siendo despedido al finalizar la temporada. Firmó al año siguiente como agente libre con Philadelphia 76ers un contrato de diez días, y posteriormente otro con Milwaukee Bucks, quienes lo enviaron junto con Kareem Abdul Jabbar a Los Angeles Lakers a cambio de Elmore Smith, Brian Winters, Dave Meyers y Junior Bridgeman. En los Lakers únicamente disputó un partido, antes de retirarse definitivamente. En el total de su carrera profesional promedió 8,5 puntos y 5,5 rebotes por partido.

## Estadísticas de su carrera en la NBA

### Temporada regular
| Temp.   | Edad | Equipo       | Liga | P   | TIT | MIN  | TC  | TCA  | %TC  | 3P | 3PA | %3P | TL  | TLA | %TL  | R.OF. | R.DEF. | REB | ASIS | ROB | TAP | PER | FP  | PTS  |
| 1966-67 | 22   | Cincinnati   | NBA  | 64  |     | 14.2 | 2.0 | 5.2  | .393 |    |     |     | 0.8 | 1.9 | .423 |       |        | 5.1 | 0.3  |     |     |     | 2.5 | 4.9  |
| 1967-68 | 23   | Cincinnati   | NBA  | 66  |     | 13.9 | 2.8 | 6.1  | .465 |    |     |     | 1.2 | 2.3 | .500 |       |        | 4.3 | 0.5  |     |     |     | 2.5 | 6.8  |
| 1968-69 | 24   | Cincinnati   | NBA  | 82  |     | 16.3 | 3.0 | 6.5  | .459 |    |     |     | 1.6 | 2.5 | .647 |       |        | 4.9 | 0.6  |     |     |     | 2.3 | 7.6  |
| 1969-70 | 25   | Chicago      | NBA  | 72  |     | 19.5 | 3.8 | 9.0  | .417 |    |     |     | 2.0 | 3.0 | .662 |       |        | 6.3 | 0.9  |     |     |     | 2.6 | 9.5  |
| 1970-71 | 26   | Cleveland    | NBA  | 82  |     | 29.6 | 6.9 | 15.1 | .455 |    |     |     | 4.0 | 5.8 | .687 |       |        | 8.7 | 1.0  |     |     |     | 3.6 | 17.7 |
| 1971-72 | 27   | Cleveland    | NBA  | 82  |     | 26.6 | 5.0 | 12.3 | .410 |    |     |     | 2.4 | 3.5 | .674 |       |        | 8.7 | 0.9  |     |     |     | 3.0 | 12.4 |
| 1972-73 | 28   | TOTAL        | NBA  | 57  |     | 8.3  | 1.4 | 3.5  | .381 |    |     |     | 0.5 | 0.8 | .565 |       |        | 2.6 | 0.5  |     |     |     | 1.4 | 3.2  |
| 1972-73 | 28   | Cleveland    | NBA  | 12  |     | 9.2  | 1.2 | 3.9  | .298 |    |     |     | 0.7 | 1.0 | .667 |       |        | 3.2 | 0.6  |     |     |     | 1.8 | 3.0  |
| 1972-73 | 28   | Phoenix      | NBA  | 45  |     | 8.1  | 1.4 | 3.4  | .406 |    |     |     | 0.4 | 0.8 | .529 |       |        | 2.5 | 0.5  |     |     |     | 1.2 | 3.2  |
| 1973-74 | 29   | Capital      | NBA  | 39  |     | 10.3 | 1.8 | 3.9  | .470 |    |     |     | 0.7 | 1.1 | .605 | 1.6   | 1.9    | 3.5 | 0.4  | 0.2 | 0.5 |     | 1.9 | 4.3  |
| 1974-75 | 30   | TOTAL        | NBA  | 45  |     | 5.5  | 0.9 | 2.1  | .452 |    |     |     | 0.4 | 0.6 | .593 | 0.4   | 1.0    | 1.4 | 0.3  | 0.2 | 0.1 |     | 1.1 | 2.2  |
| 1974-75 | 30   | Philadelphia | NBA  | 4   |     | 8.3  | 1.3 | 2.3  | .556 |    |     |     | 0.5 | 1.0 | .500 | 1.0   | 1.0    | 2.0 | 0.3  | 0.0 | 0.0 |     | 2.0 | 3.0  |
| 1974-75 | 30   | Milwaukee    | NBA  | 41  |     | 5.2  | 0.9 | 2.0  | .440 |    |     |     | 0.3 | 0.6 | .609 | 0.3   | 1.0    | 1.3 | 0.3  | 0.2 | 0.1 |     | 1.0 | 2.1  |
| 1975-76 | 31   | L.A. Lakers  | NBA  | 1   |     | 7.0  | 1.0 | 2.0  | .500 |    |     |     | 2.0 | 4.0 | .500 | 0.0   | 1.0    | 1.0 | 1.0  | 0.0 | 0.0 |     | 2.0 | 4.0  |
| Total   |      |              | NBA  | 590 |     | 17.5 | 3.4 | 7.8  | .434 |    |     |     | 1.7 | 2.7 | .630 | 1.0   | 1.4    | 5.5 | 0.7  | 0.2 | 0.3 |     | 2.5 | 8.5  |

### Playoffs
| Temp.   | Edad | Equipo     | Liga | P | MIN | TCA | TC | 3PA | 3P | TLA | TL | R.OF. | REB | ASIS | ROB | TAP | PER | FP | PTS | %TC  | %3P | %FT  | MIN  | PTS | REB | AST |
| 1966-67 | 22   | Cincinnati | NBA  | 3 | 23  | 2   | 10 |     |    | 0   | 0  |       | 9   | 0    |     |     |     | 7  | 4   | .200 |     |      | 7.7  | 1.3 | 3.0 | 0.0 |
| 1969-70 | 25   | Chicago    | NBA  | 4 | 59  | 16  | 31 |     |    | 6   | 12 |       | 19  | 2    |     |     |     | 9  | 38  | .516 |     | .500 | 14.8 | 9.5 | 4.8 | 0.5 |
| 1973-74 | 29   | Capital    | NBA  | 1 | 1   | 0   | 0  |     |    | 0   | 0  | 0     | 0   | 0    | 0   | 0   |     | 0  | 0   |      |     |      | 1.0  | 0.0 | 0.0 | 0.0 |
| Total   |      |            | NBA  | 8 | 83  | 18  | 41 |     |    | 6   | 12 | 0     | 28  | 2    | 0   | 0   |     | 16 | 42  | .439 |     | .500 | 10.4 | 5.3 | 3.5 | 0.3 |